# سمكة المهرج سيشيل
سمكة المهرج سيشيل (الإسم العلمي:Amphiprion fuscocaudatus )، هو نوع من الأسماك يتبع جنس سمكة المهرج من فصيلة البوماسنتريدي.